# Lifan Foison
Lifan Foison/Fengshun (丰顺) — микровэн производства Lifan.

## Описание
Lifan Foison впервые был представлен в 2011 году. Его базовой моделью стала Daihatsu Atrai 1999 года. 
В Китае доступно 12 комплектаций. Его цены варьируются от 32800 до 49380 юаней.

## Технические характеристики
Lifan Foison оснащается 1,0-литровым двигателем мощностью 53 л. с. или же 1,3-литровым двигателем мощностью 68 л. с.

## Галерея
- Lifan LF
- Lifan LF
- 2014 Lifan LF Truck 1.3